# Gespanschaft Zagreb

Das Komitat Zágráb zur Zeit des Königreichs Ungarn 1867/68

Die Gespanschaft Zagreb [ˈzaːgrɛb] (kroatisch Zagrebačka županija) ist eine Gespanschaft im nördlichen Kroatien.
Sie umfasst das Umland der kroatischen Hauptstadt Zagreb. Sie hat eine Fläche von 3.060 km² und 296.704 Einwohner (Stand 31. Dezember 2021). Verwaltungssitz ist Zagreb, das aber selbst nicht Teil der Gespanschaft Zagreb ist, sondern eine Gespanschaft für sich bildet.
Die Gespanschaft liegt im nordwestlichen Teil Kroatiens und grenzt im Norden an Slowenien. Sie umschließt die Stadt Zagreb vollständig, ohne jedoch deren Stadtgebiet einzuschließen. Das Gebiet ist geprägt von hügeligem Terrain, Flusstälern und fruchtbaren Ebenen. Wichtige Flüsse sind die Save, die Kupa und die Lonja.
Die Wirtschaft der Gespanschaft ist vielfältig und umfasst Industrie, Landwirtschaft und den Dienstleistungssektor. Aufgrund der Nähe zur Hauptstadt profitieren viele Unternehmen von der guten Infrastruktur und den Verkehrsanbindungen. Wichtige Wirtschaftszweige sind der Maschinenbau, die Nahrungsmittelindustrie und der Tourismus.
Die Gespanschaft ist ein wichtiger Verkehrsknotenpunkt in Kroatien. Mehrere Autobahnen (wie die A1 und A3) und Eisenbahnlinien durchqueren das Gebiet und verbinden es mit anderen Teilen des Landes sowie dem Ausland. Der internationale Flughafen Franjo Tuđman, der größte Flughafen Kroatiens, befindet sich in Velika Gorica innerhalb der Gespanschaft.
Die Gespanschaft hat eine reiche Geschichte, die bis in die Römerzeit zurückreicht. Im Mittelalter war das Gebiet ein wichtiger strategischer Punkt zwischen Mitteleuropa und dem Adriatischen Meer. Die moderne Verwaltungseinheit wurde nach der Unabhängigkeit Kroatiens im Jahr 1991 etabliert.

## Bevölkerung

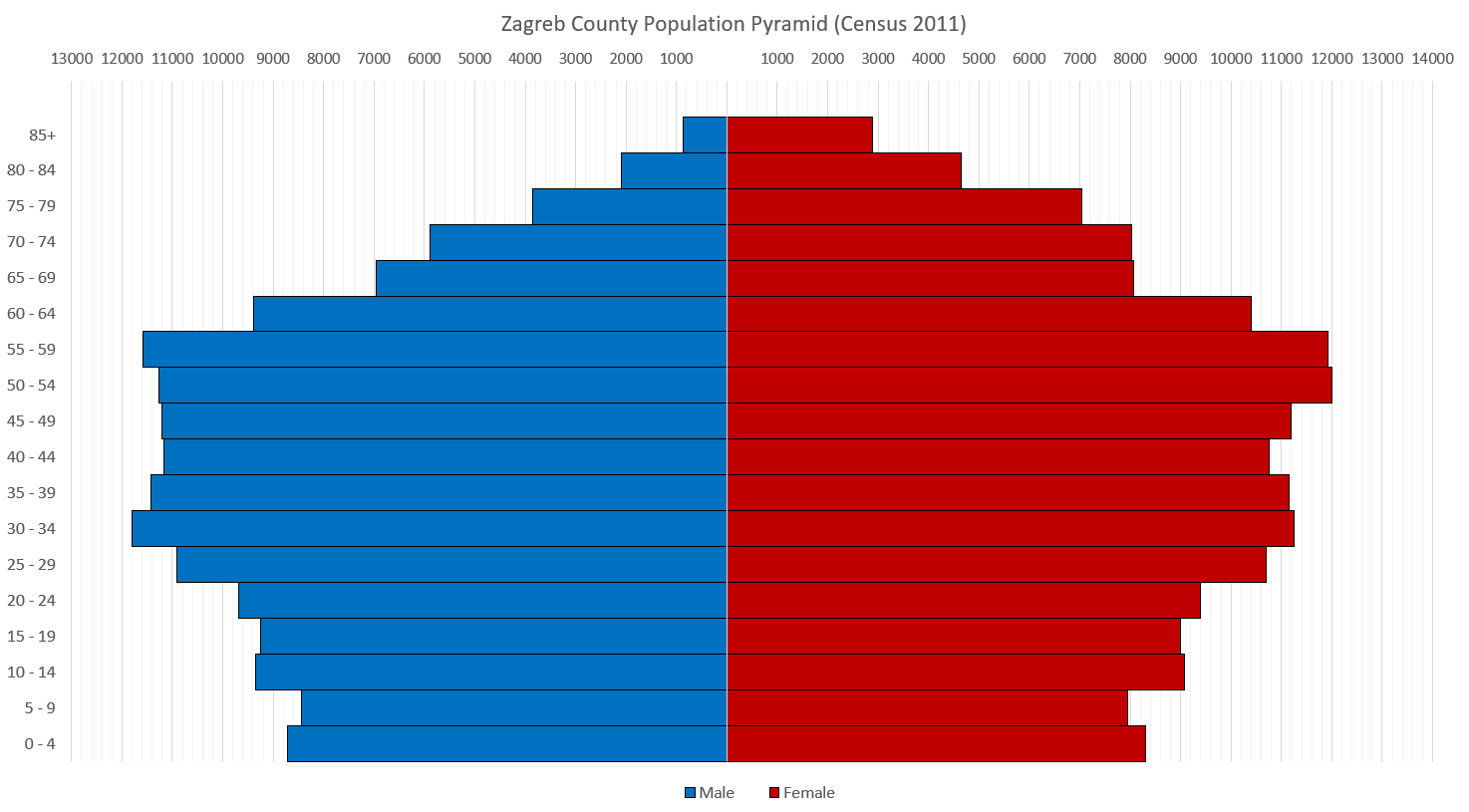
Alterspyramide der Gespanschaft Zagreb (Volkszählung 2011)

Zusammensetzung der Bevölkerung nach Nationalitäten (Daten der Volkszählung von 2011):
| Ethnie    | Anzahl  | Prozent |
| --------- | ------- | ------- |
| Kroaten   | 308.244 | 97,05 % |
| Serben    | 002.718 | 00,86 % |
| Bosniaken | 001.428 | 00,45 % |
| Albaner   | 000.921 | 00,29 % |
| Slowenen  | 000.527 | 00,17 % |

## Städte und Gemeinden
Die Gespanschaft Zagreb ist in 9 Städte und 25 Gemeinden gegliedert. Diese werden nachstehend jeweils mit der Einwohnerzahl zur Zeit der Volkszählung von 2011 aufgeführt.

### Städte
| Stadt             | Einw.  |
| ----------------- | ------ |
| Dugo Selo         | 17.466 |
| Ivanić-Grad       | 14.548 |
| Jastrebarsko      | 15.866 |
| Samobor           | 37.633 |
| Sveta Nedelja     | 18.059 |
| Sveti Ivan Zelina | 15.959 |
| Velika Gorica     | 63.517 |
| Vrbovec           | 14.797 |
| Zaprešić          | 25.223 |

### Gemeinden
| Gemeinde       | Einw.  |
| -------------- | ------ |
| Bedenica       | 01.432 |
| Bistra         | 06.632 |
| Brckovljani    | 06.837 |
| Brdovec        | 11.134 |
| Dubrava        | 05.245 |
| Dubravica      | 01.437 |
| Farkaševac     | 01.937 |
| Gradec         | 03.681 |
| Jakovlje       | 03.930 |
| Klinča Sela    | 05.231 |
| Kloštar Ivanić | 06.091 |
| Krašić         | 02.640 |
| Kravarsko      | 01.987 |
| Križ           | 06.963 |
| Luka           | 01.351 |
| Marija Gorica  | 02.233 |
| Orle           | 01.975 |
| Pisarovina     | 03.689 |
| Pokupsko       | 02.224 |
| Preseka        | 01.448 |
| Pušća          | 02.700 |
| Rakovec        | 01.252 |
| Rugvica        | 07.871 |
| Stupnik        | 03.735 |
| Žumberak       | 0.0883 |